# Rebel Road
Rebel Road è il ventesimo album di Edgar Winter pubblicato dall'etichetta inglese Evangeline Records e prodotto da Edgar Winter e Curt Cuomo.

## Tracce
1. Rebel Road – 4:12 (Edgar Winter, Jake Hooker, Curt Cuomo, James Zota Baker)
2. Eye on You – 3:49 (Edgar Winter, Curt Cuomo, James Zota Baker)
3. The Power of Positive Drinkin' – 3:47 (Edgar Winter, Curt Cuomo, James Zota Baker)
4. Freedom – 3:57 (Edgar Winter, Curt Cuomo, James Zota Baker)
5. Rockin' the Blues – 5:01 (Edgar Winter, Curt Cuomo, James Zota Baker)
6. The Closer I Get – 4:39 (Edgar Winter)
7. I'd Do It Again – 4:13 (Edgar Winter, Curt Cuomo, James Zota Baker)
8. Texas Tornado – 4:50 (Edgar Winter)
9. Peace and Love – 4:47 (Edgar Winter, Curt Cuomo, James Zota Baker)
10. On the Horns of a Dilemma – 3:13 (Edgar Winter, Curt Cuomo, James Zota Baker)
11. Oh No No – 3:40 (Edgar Winter, Curt Cuomo, James Zota Baker)

## Musicisti
- Edgar Winter - voce, sassofono, pianoforte, organo, sintetizzatore, percussioni
- Johnny Winter - chitarra solista (brano 05)
- Clint Black - voce, armonica (brani 03 & 10)
- Slash (Saul Hudson) - chitarra solista (brano 01)
- Curt Cuomo - voce, percussioni
- James "Zota" Baker - chitarra elettrica, chitarra acustica, slide guitar, basso, accompagnamento vocale
- Doug Rappoport - chitarra solista, chitarra elettrica, chitarra acustica, slide-lead guitar
- Dean Parks - chitarra acustica
- Cameron Stone - violoncello
- Koko Powell - basso, accompagnamento vocale
- Dave Carpenter - basso
- Mark Meadows - basso
- Matt Bissonette - basso
- Abe Laboriel Jr. - batteria
- Gary Novak - batteria
- Matt Laug - batteria
- Jimmy Paxson - batteria
- Pete Maloney - batteria
- Erik Ron - accompagnamento vocale, ingegnere del suono
- Ross Hogarth - ingegnere del suono, mixer
- Rob Jacobs - ingegnere del suono, mixer